# Корал (къмпинг)
Вижте пояснителната страница за други значения на Корал.
Къмпинг Корал се намира край с. Лозенец в Област Бургас, община Царево.
Граничи с къмпинг Юг. Все още не е урбанизиран и се предпочита от любителите на усамотените и небетонизирани места по българското Черноморие. Плажът е неохраняем, но с всички плажни спортове и забавления. Въпреки че палатките и караваните могат да бъдат разполагани до морето под дебела сянка на вековни дървета, посетителите всяка година намаляват заради липсата на инфрастуктура, работещи заведения и най-вече планините от боклук, които не се събират от общината в Лозенец със седмици.
Заплахата над девствената природа на Корал е реална, тъй като три фирми строят вилно селище на мястото на къмпинга на стойност 90 млн. евро.